# Olga Wiłuchina
Olga Giennadijewna Wiłuchina (ros. Ольга Геннадьевна Вилухина; ur. 22 marca 1988 w Mieżgorje) – rosyjska biathlonistka, brązowa medalistka mistrzostw świata.

## Kariera
Pierwsze sukcesy w karierze osiągnęła w 2006 roku, kiedy podczas mistrzostw świata juniorów w Presque Isle zdobyła trzy medale. W sprincie zwyciężyła, w sztafecie była druga, a w biegu pościgowym zajęła trzecie miejsce. Na rozgrywanych rok później mistrzostwach świata juniorów w Martell ponownie zdobyła srebro w sztafecie. W tej konkurencji zdobyła też brązowy medal podczas mistrzostw świata juniorów w Ruhpolding w 2008 roku i kolejny srebrny podczas mistrzostw świata juniorów w Canmore w 2009 roku.
W Pucharze Świata zadebiutowała 27 marca 2009 roku w Chanty-Mansyjsku, zajmując 6. miejsce w sprincie. Tym samym już w debiucie zdobyła pierwsze punkty. Pierwszy raz na podium zawodów pucharowych stanęła 4 marca 2012 roku w Ruhpolding, gdzie rywalizację w biegu pościgowym zakończyła na trzeciej pozycji. W kolejnych startach jeszcze trzy razy stawała na podium: 1 grudnia 2012 roku w Östersund była trzecia w sprincie, 16 marca 2013 roku w Chanty-Mansyjsku była druga w biegu pościgowym, a 22 marca 2013 roku w Oslo w tej samej konkurencji zajęła trzecie miejsce. Najlepsze wyniki osiągnęła w sezonie 2013/2014, kiedy zajęła piąte miejsce w klasyfikacji generalnej.
Podczas mistrzostw świata w Ruhpolding w 2012 roku zdobyła brązowy medal w biegu pościgowym. Wyprzedziły ją tam tylko Darja Domraczewa z Białorusi i Niemka Magdalena Neuner. Była też między innymi czwarta w sztafecie na rozgrywanych rok później mistrzostwach świata w Novym Měscie. Brała też udział w igrzyskach olimpijskich w Soczi w 2014 roku, gdzie zdobyła srebrne medale w sprincie i sztafecie.
W grudniu 2016 Międzynarodowa Unia Biathlonu rozpoczęła dochodzenie w sprawie przyjmowania przez kilkudziesięciu rosyjskich biathlonistów środków dopingujących. W tym gronie znalazły się Olga Wiłuchina i Jana Romanowa, srebrne medalistki w biegu sztafetowym rozegranym podczas Zimowych Igrzysk Olimpijskich 2014. 27 listopada 2017 Międzynarodowy Komitet Olimpijski pozbawił ją medali za wicemistrzostwo olimpijskie w biegu sztafetowym i biegu sprinterskim na tychże igrzyskach oraz nałożył karę dyskwalifikacji za stosowanie niedozwolonych środków.
W 2016 zakończyła karierę sportową.

## Osiągnięcia
Zestawienia zostały opracowane na podstawie źródła:

### Igrzyska olimpijskie
| Rok  | Miejscowość | Konkurencje | Konkurencje | Konkurencje | Konkurencje | Konkurencje | Konkurencje | Konkurencje |
| Rok  | Miejscowość | IN          | SP          | PU          | MS          | RL          | MR          | SR          |
| ---- | ----------- | ----------- | ----------- | ----------- | ----------- | ----------- | ----------- | ----------- |
| 2014 | Soczi       | –           | 2.          | 7.          | 21.         | 2.          | 4.          | –           |

### Mistrzostwa świata
| Rok  | Miejscowość          | Konkurencje | Konkurencje | Konkurencje | Konkurencje | Konkurencje | Konkurencje | Konkurencje |
| Rok  | Miejscowość          | IN          | SP          | PU          | MS          | RL          | MR          | SR          |
| ---- | -------------------- | ----------- | ----------- | ----------- | ----------- | ----------- | ----------- | ----------- |
| 2012 | Ruhpolding           | –           | 8.          | 3.          | –           | –           | 5.          | –           |
| 2013 | Nové Město na Moravě | 10.         | 5.          | 22.         | 23.         | 4.          | 6.          | –           |

### Mistrzostwa świata juniorów
| Rok  | Miejscowość  | Konkurencje | Konkurencje | Konkurencje | Konkurencje | Konkurencje | Konkurencje | Konkurencje |
| Rok  | Miejscowość  | IN          | SP          | PU          | MS          | RL          | MR          | SR          |
| ---- | ------------ | ----------- | ----------- | ----------- | ----------- | ----------- | ----------- | ----------- |
| 2006 | Presque Isle | 28.         | 1.          | 3.          | nd.         | 2.          | nd.         | –           |
| 2007 | Martell      | 14.         | 15.         | 9.          | nd.         | 2.          | nd.         | –           |
| 2008 | Ruhpolding   | 9.          | 17.         | 4.          | nd.         | 3.          | nd.         | –           |
| 2009 | Canmore      | 23.         | 6.          | 4.          | nd.         | 2.          | nd.         | –           |

### Mistrzostwa Europy juniorów
| Rok  | Miejscowość          | Konkurencje | Konkurencje | Konkurencje | Konkurencje | Konkurencje | Konkurencje | Konkurencje |
| Rok  | Miejscowość          | IN          | SP          | PU          | MS          | RL          | MR          | SR          |
| ---- | -------------------- | ----------- | ----------- | ----------- | ----------- | ----------- | ----------- | ----------- |
| 2007 | Bansko               | –           | 7.          | 6.          | nd.         | 1.          | nd.         | –           |
| 2008 | Nové Město na Moravě | 11.         | –           | –           | nd.         | 1.          | nd.         | –           |
| 2009 | Ufa                  | 1.          | 1.          | 1.          | nd.         | –           | nd.         | –           |

### Puchar Świata

#### Miejsca w klasyfikacji generalnej
| Sezon     | Miejsce |
| --------- | ------- |
| 2008/2009 | 65.     |
| 2010/2011 | 66.     |
| 2011/2012 | 11.     |
| 2012/2013 | 12.     |
| 2013/2014 | 5.      |

#### Miejsca na podium zawodów PŚ
| Lp. | Dzień     | Rok  | Miejscowość       | Konkurencja             | Lokata | Pudła   | Czas biegu | Strata  | Zwycięzca          |
| --- | --------- | ---- | ----------------- | ----------------------- | ------ | ------- | ---------- | ------- | ------------------ |
| 1.  | 4 marca   | 2012 | Ruhpolding        | Bieg pościgowy na 10 km | 3.     | 0+0+1+0 | 30:55,0    | +1:15,4 | Darja Domraczawa   |
| 2.  | 1 grudnia | 2012 | Östersund         | Sprint na 7,5 km        | 3.     | 0+1     | 21:53,4    | +19,4   | Tora Berger        |
| 3.  | 16 marca  | 2013 | Chanty-Mansyjsk   | Bieg pościgowy na 10 km | 2.     | 0+1+2+0 | 31:05,8    | +7,0    | Gabriela Soukalová |
| 4.  | 22 marca  | 2013 | Oslo/Holmenkollen | Bieg pościgowy na 10 km | 3.     | 0+0+2+0 | 31:23,1    | +54,0   | Anastasija Kuźmina |

### Puchar IBU

#### Miejsca w klasyfikacji generalnej
| Sezon     | Miejsce |
| --------- | ------- |
| 2009/2010 | 14      |
| 2013/2014 | 104     |

#### Miejsca na podium chronologicznie
| Lp. | Dzień        | Rok  | Miejscowość  | Konkurencja             | Lokata | Pudła   | Czas biegu | Strata | Zwycięzca           |
| --- | ------------ | ---- | ------------ | ----------------------- | ------ | ------- | ---------- | ------ | ------------------- |
| 1.  | 29 listopada | 2009 | Idre         | Sprint na 7,5 km        | 2.     | 0+0     | 23:42,5    | +3,3   | Sabrina Buchholz    |
| 2.  | 13 grudnia   | 2009 | Ridnaun      | Sprint na 7,5 km        | 2.     | 0+1     | 23:50,3    | +4,7   | Sabrina Buchholz    |
| 3.  | 19 grudnia   | 2009 | Obertilliach | Bieg pościgowy na 10 km | 3.     | 0+0+0+0 | 32:07,4    | +11,5  | Stefanie Hildebrand |